# Demo de midi
Demo de midi è un album di Giuni Russo, pubblicato il 28 novembre 2003 dalla Sony Music.

## Descrizione
Fra gli anni ottanta e gli anni novanta, la cantante registrò diversi brani rimasti inediti, sostanzialmente a causa di un mancato supporto da parte dei discografici dell'epoca.
Il titolo Demo de midi s'ispira all'espressione francese "démon de midi" (resa in italiano con "demone meridiano"), che si usa per gli uomini in crisi di mezza età, ma il termine demo si riferisce al contenuto dell'album, composto esclusivamente da provini di brani inediti, spesso chiamati per l'appunto "demo", e contiene anche un gioco di parole sull'espressione "démodé" ("fuori moda").
Tra le registrazioni risalenti agli anni ottanta compaiono: Amore speciale, brano che era destinato all'album Mediterranea (1984) e ne è stato escluso per mancanza di spazio; L'abisso del sesso, canzone scritta da Juri Camisasca intorno al 1985; Diva divina, scritta nel 1986 e divenuta sigla televisiva del programma televisivo Effetto cinema (1987).
Agli anni novanta risalgono, invece, tutti gli altri brani: La donna è mobile, Suggestione mentale, Mezzanotte al sole e Io non so amare, scritti tra il 1991 ed il 1992; Una la verità, prima versione di Amala (1992), con citazioni dal romanzo Guerra e pace di Tolstoj; La sposa e La sua figura, registrate per la prima volta tra il 1992 ed il 1993 prima di confluire nella loro versione definitiva all'interno dell'album Se fossi più simpatica sarei meno antipatica; Notturno dall'Italia, scritto da Giuni e da Maria Antonietta Sisini tra il 1996 e il 1998, con citazioni tratte dalla famosa canzone Lili Marlene; la versione studio di Vieni, brano che fino ad allora era stato pubblicato solamente in versione live, e a cui partecipa Gabriele Mandel per la parte recitata in urdu (lingua mista fra persiano, inglese, indiano e arabo).
Chiude il disco una ghost track che consiste in un mix strumentale che riprende vari momenti dell'album.
Per quanto concerne la parte strumentale, molte tracce (come ad esempio Diva divina), sono state rielaborate appositamente per la pubblicazione di questo lavoro.
(Nota di ringraziamento dell'artista.)

## Tracce
1. Mezzogiorno (G. Russo - M.A. Sisini) - 3:40
2. La donna è mobile (G. Russo - M.A. Sisini - D. Tortorella) - 3:20
3. Suggestione mentale (G. Russo - M.A. Sisini - D. Tortorella) - 2:58
4. Una la verità (G. Russo - M.A. Sisini - D. Tortorella) - 3:40
5. Mezzanotte al sole (G. Russo - M.A. Sisini - D. Tortorella) - 3:55
6. L'abisso del sesso (G. Russo - M.A. Sisini - J. Camisasca) - 3:54
7. Io non so amare (G. Russo - M.A. Sisini - D. Tortorella) - 3:34
8. Vieni (G. Russo - M.A. Sisini) - 3:34
9. La sua figura (G. Russo - M.A. Sisini) - 3:49
10. La sposa (G. Russo - M.A. Sisini - D. Tortorella) - 3:15
11. Senza ragione (G. Russo - M.A. Sisini) - 3:03
12. Diva divina (G. Russo - M.A. Sisini - G. Romoli) - 2:46
13. Amore speciale (G. Russo - M.A. Sisini - Tripoli) - 3:30
14. Notturno dall'Italia (G. Romeo - M.A. Sisini) - 3:27

Giuni Russo firma il brano Notturno dall'Italia con il suo vero nome, Giuseppa Romeo; il fatto era già accaduto con altri tre brani: Gabbiano, Fonti mobili e Voce che grida, tutti risalenti al 1997.

## Crediti
- Produzione Esecutiva: Maria Antonietta Sisini
- Direzione Artistica: Anna Montecroci
- Realizzazione Copertina: Anna Montecroci